# Klaus Miesenberger
Klaus Miesenberger (* 1966 in Linz) ist ein österreichischer Informatiker. Seit 2017 leitet er das Institut Integriert Studieren an der Johannes Kepler Universität (JKU) Linz.

## Leben und Wirken
Nach der Matura am Bischöflichen Kollegium Petrinum Linz studierte Miesenberger Wirtschafts- und Verwaltungsinformatik an der Johannes Kepler Universität Linz, wo er 1998 promovierte und sich 2001 mit dem Thema „Mensch-Maschine-Kommunikation insbesondere für Menschen mit Behinderungen“ habilitierte. Nach freiberuflichen Tätigkeiten in den Bereichen Schulung, Beratung und Netzwerkadministration im EDV-Bereich wurde er 1992 Vertragsassistent am Modellversuch „Informatik für Blinde“, 1995 Universitätsassistent und 2001 Universitätsdozent an der Johannes Kepler Universität Linz.
Gemeinsam mit Roland Wagner engagierte er sich für das Gebiet „Informatik hilft Behinderten“, aus dem das Institut Integriert Studieren an der Johannes Kepler Universität entstand, dessen Entwicklung er seit 2004 als stellvertretender Institutsvorstand und seit 2017 als leitender Institutsvorstand entscheidend mitprägte. Zudem leitet er seit vielen Jahren die International Conference on Computers for People with special needs (ICCHP) und ist hauptverantwortlich für die Herausgabe der jeweiligen Tagungsbände.
2003 gründete er gemeinsam mit Ewald Feyerer und Thomas Burger das Kompetenznetzwerk Informationstechnologie zur Förderung der Integration von Menschen mit Behinderungen (KI-I) und ist dort seither Vorstandsvorsitzender. Ziel des Vereins ist es, durch Informations- und Kommunikationstechnologien die Lebenssituation von Menschen mit Beeinträchtigungen und älteren Menschen zu verbessern. Zunächst lag der Fokus vor allem auf technischen Lösungen für Menschen mit körperlichen Beeinträchtigungen und auf Barrierefreiheit. Als nächsten Schritt griff das KI-I im Jahr 2007 die Bedürfnisse von Menschen mit kognitiven Beeinträchtigungen auf und entwickelte sich zusätzlich zum Kompetenzträger für leichte Sprache und barrierefreies Informationsdesign. In der europäischen Forschung ist das KI-I durch die Initiierung, Durchführung und Leitung europäischer Forschungsprojekte zu einem anerkannten Player aufgestiegen. Seit 2012 führt das KI-I im Auftrag des Landes OÖ das Projekt Proqualis durch. Menschen mit Beeinträchtigungen überprüfen mittels Kund:innenbefragungen die Qualität der Dienstleistungen. Im Auftrag des Landes OÖ hat das KI-I zusätzlich 2018 das Empowerment-Center (EMC) übernommen und neugestartet. Mit dem EMC als Beratungs- und Schulungszentrum für Menschen mit Lernschwierigkeiten baute das KI-I den Bereich Beratungs- und Schulungsangebote auf Peer-Ebene weiter aus. Das jährlich stattfindende IKT-Forum mit einer Vortragsreihe in leichter Sprache dient der Vernetzung und Verbreitung neuester Entwicklungen.
Neben seiner Lehr- und Forschungstätigkeit ist er in vielen Bereichen auch ehrenamtlich tätig. So gründete er 1993 den Verein ICC (International Camp on Communication and Computers), der Jugendliche mit Behinderungen in jährlichen Camps auf neue Technologien und ein Studium vorbereitet, und ist auch heute noch Chair dieses Vereins. Von 2010 bis 2011 war er Präsident der AAATE (Association for the Advancement of Assistive Technology in Europe). 2011 initiierte er die Gründung des Vereins bookAccess, der barrierefreie Schulbücher produziert, den er anfangs leitete und in dem er heute noch immer mitarbeitet, ebenso wie in der Österreichischen Computergesellschaft.
Miesenberger hat über 250 Publikationen in Journals und Konferenzproceedings veröffentlicht, ist Mitherausgeber zahlreicher Bücher und hat eine Vielzahl an Vorträgen gehalten. Außerdem war und ist er in zahlreichen wissenschaftlichen Konferenzen Programmkomitee Vorsitzender und/oder Mitglied der einzelnen wissenschaftlichen Programmkomitees. Seit 1995 hat er an über 40 von der EU geförderten Forschungsprojekten mitgewirkt sowie an einer Vielzahl von Forschungsprojekten mit anderen Fördergebern.

## Arbeits- und Forschungsschwerpunkte
- barrierefreie Web- und Softwareentwicklung
- Mensch-Maschine-Kommunikation
- Assistierende Technologien
- eAccessibility
- universal design

## Auszeichnungen
- Humanitätsmedaille des Landes Oberösterreich (2003)